# Нанегхат (пещерный храм)
Пещерный храм Нанегха́т (Naneghat, маратх. नाणेघाट) — индуистский пещерный храм на одноименном горном перевале в Западных Гатах возле Джуннара в районе Пуны штата Махараштра (Индия). Горный перевал, на вершине которого расположен пещерный храм, являлся частью древнего торгового пути. На вершине перевала располагается большая древняя пещера искусственного происхождения. На задней стене пещеры обнаружена серия надписей на брахми, благодаря которым перевал получил свою известность. Надписи датируются II – I  веками до нашей эры, когда в Северной и Центральной Индии правила династия Сатавахана. Надписи отнесены к древнейшим историческим объектам, которые свидетельствуют о слиянии ведической религии и культа Махавишну. Они рассказывают о ритуальных традициях шраута и именах, дающих представление о древних Сатаваханах. Кроме того, надписи содержат прототипы цифровых символов (2, 4, 6, 7 и 9), которые в последующем развились в современную индо-арабскую систему знаков для записи значений чисел.

## Происхождение
Горный перевал, на вершине которого расположен пещерный храм, когда-то являлся частью торгового маршрута, связывающего внутренние регионы с морскими портами северного Конканского побережья в Индии. По дороге через горный перевал находится рукотворный каменный проход между скалами, за пересечение которого, по всей видимости, брали плату. Его создал торговец по имени Нане (Nane), чтобы облегчить дорогу другим торговцам. Все, кто взбирались по горной цепи, должны были платить за проход дорожную пошлину. Отсюда происходит название перевала: «нане» означает «монета», а «гхат» — «пройти», то есть платный проход. По мнению историка Чарльза Аллена, возле дороги находится большой резной камень, выглядящий как буддистская ступа, однако представляющий собой емкость для сбора дорожной пошлины.

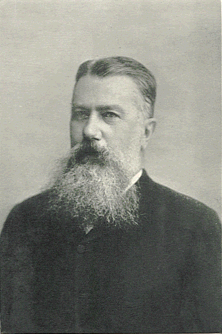
Иоганн Георг Бюлер, дешифровавший надписи на перевале Нанегхат

Пещера была открыта путешественником Уильямом Сайксом (William Sykes) в 1828 году. Не будучи ни археологом, ни эпиграфистом, Сайкс предположил, что нашёл буддийский пещерный храм. Он несколько раз посещал своё открытие и делал зарисовки со стен пещеры. Спустя десятилетие, в 1837 году, совместно с Джоном Малкольмом они опубликовали статью «Надписи из пещеры Будды возле Джуннара» в «Журнале Королевского азиатского общества Великобритании и Ирландии».
Открытие привлекло внимание знаменитого Джеймса Принсепа, англо-индийский историка и лингвиста. Ему в заслугу ставят дешифровку письменности брахми, что позволило пролить свет на неизвестные места истории древней Индии. Принсеп сумел частично расшифровать надписи с Нанегхата. Сайкс оказался прав, что текст представлял собой одну из древнейших санскритских надписей. Однако не будучи специалистом, Сайкс не мог знать, что это был индуистский текст на языковом прототипе деванагари, который появился позднее. Нумизмат Бхагванлал Индраджи первым в статье «Монеты царей Сатавахана Южной Индии» отметил, что некоторые надписи с перевала Нанегхата совпадают со знаками и именами на древних монетах. Затем немецкий исследователь древних индийских языков Георг Бюлер опубликовал первую полную версию перевода всех настенных надписей в 1883 году. 
Виды горного перевала Нанегхат
|                                    |                                |                                     |                        |                                             |
| Западные Гаты со стороны Нанегхата | Вид с вершины горного перевала | Горный перевал и рукотворный проход | Вид на пещеру Нанегхат | Каменный кошелёк для сбора дорожной пошлины |

## Древние надписи в пещере

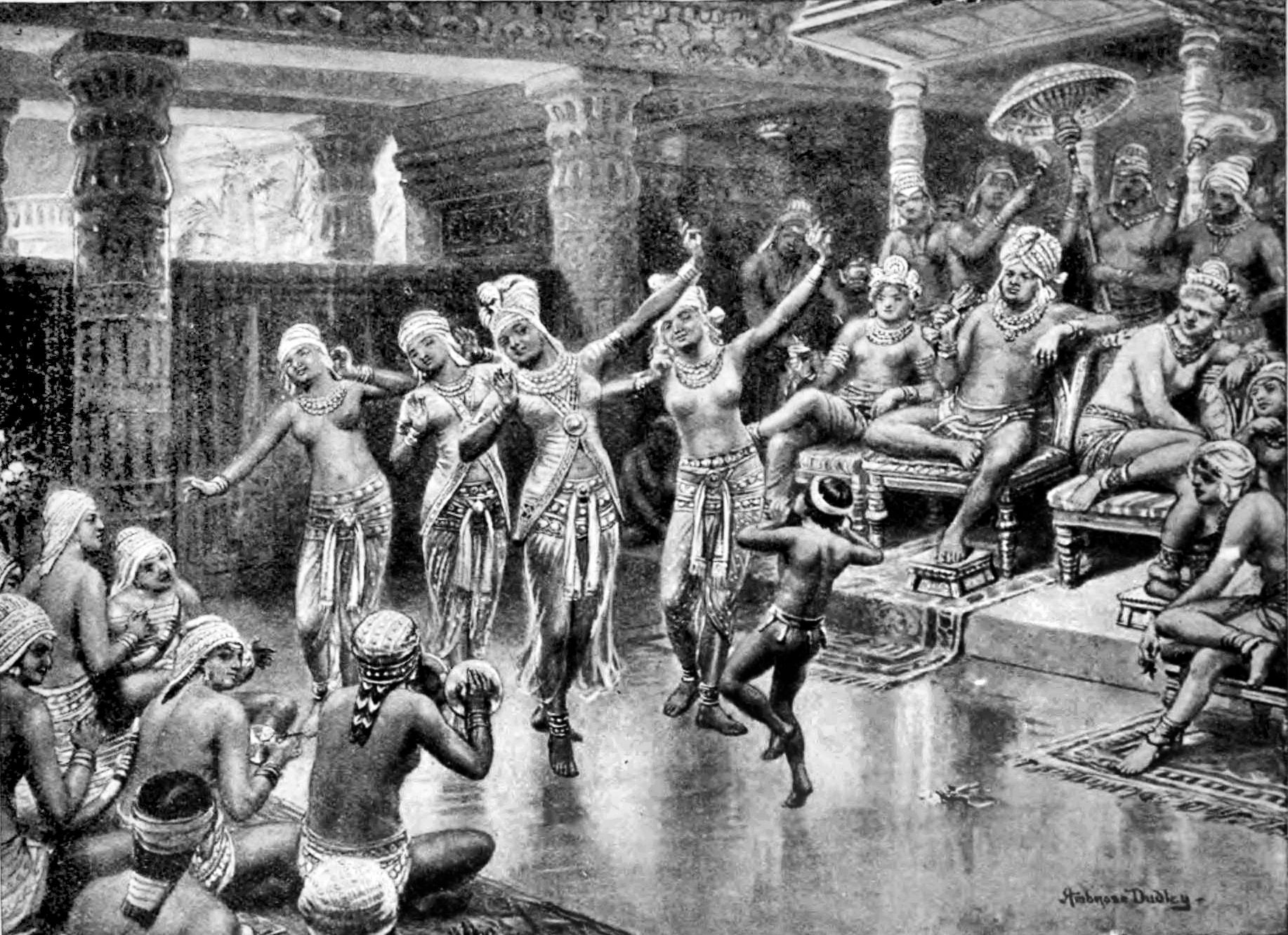
Царский двор Сатавахана отмечает победу над противником, иллюстрация из книги «История Хатчинсона о народах»

Надписи относятся к периоду правления династии Сатавахана, в частности, Сатакарни I (184—170 годы до н.э.). Считается, что пещера, статуи и надписи сделаны по повелению Наганика (Naganika), жены Сатакарни I, после смерти правителя. В надписях упоминается она сама и члены её семьи. Наганика является главным персонажем надписей. По мнению некоторых индологов, Наганику можно считать первой женщиной в истории Индии, занимавшейся политикой и имевшей собственную монетную чеканку. Надписи сделаны символами брахми, а их языком является пракрит. Они повествуют о не менее чем 18 жертвоприношениях, выполненных совместно Сатакарни I и его женой Наганикой. В них входят два ашвамедха (жертвоприношение коня), раджасуя (почитание вассалами своего правителя), ваджпея (получение статуса чакравартина), а также упоминание о числе пожертвованных коров, лошадей, слонов, колесниц, предметов одежды и монет. 

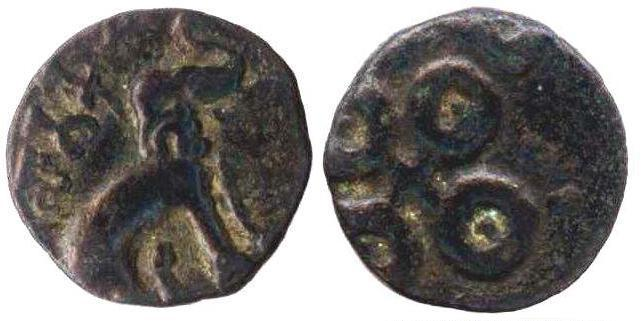
Монета чеканки Сатакарни I

Празднование раджасуя означает, что Сатакарни I был провозглашен царем царей, а проведение ашвамедха символизирует его политическое влияние. Наганика в течение некоторого времени после смерти мужа управляла государством при поддержке своего отца. После неё трон унаследовал сын царя Пурнотанга (170 —152 годы до н. э.). По религиозным канонам овдовевшая Наганика не могла сама совершать жертвоприношения. Для них требовалось присутствие обоих супругов. По мнению некоторых индологов, проведение Наганикой грандиозных ритуалов свидетельствует о том, что шастры и другие религиозные догмы, по всей видимости, были менее нормативными, чем о них сложилось представление. Другими словами, религиозные нормы представляли собой «теорию», в то время как «практика» могла от них отличаться.

Надписи стали ключом к пониманию распространения индуизма в древней Индии. В них упоминается о ведических богах: Индре, Чандре (Луне) и Сурье (Солнце). Кроме того, надписи гласят, что правители поклонялись Санкаршане (Шеше-Балараме) и Васудеве (Кришне). Это означает, что правящая династия исповедовала индуизм бхагаваты, а также, что вайшнавизм начал вытеснять культ божеств природы. Надпись начинается с восхваления и перечисления богов:
[Поклонение] Дхарме [Господу сотворенных существ],
поклонение Индре, поклонение Санкаршане и Васудеве,
потомкам Луны, наделенных величием,
и четырем стражам мира, Яме, Варуне, Кубере и Васаве;
хвала Ведишри, лучшему из принцев!Надпись на левой части стены
На задней стене пещеры расположена ниша с восемью рельефными скульптурами в натуральную величину. К настоящему времени скульптуры не сохранились, однако над ними остались надписи на брахми. Надписи позволяют идентифицировать разрушенные скульптуры — это представители царской династии, начиная с её основателя, Сатакарни I.
Настенные надписи Нанегхата
|                                                                |                               |                                | |                              |
| Эволюция цифр в Древней Индии и место в ней символов Нанегхата | Левая часть надписи на брахми | Правая часть надписи на брахми | Имена царей: (3) Симука, основатель династии, (4) Наганика и Сатакарни I, (5) принц Бхайя, (6) вассал Транакаяра | Общий вид настенных надписей |

## Культурное и религиозное значение

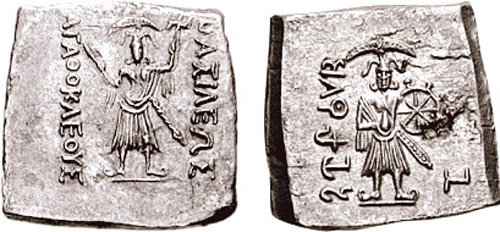
Серебряная монета Бактрии, 185—170 годы до н.э.: образ Баларама-Санкаршана с булавой и плугом (слева) и Васудевы-Кришны с шанкхой и чакрой (справа)

Древние надписи являются главной достопримечательностью горного перевала. По словам их переводчика, Георга Бюлера, «они принадлежат к самым старым историческим документам Западной Индии, в некотором смысле более интересны и важны, чем все другие пещерные надписи, вместе взятые». По ним можно судить о переломном периоде в религиозной истории Индии. Правители всё ещё поклоняются божественным силам в ведической традиции. Они приносят в жертву живые существа и почитают богов природы. Однако на первый план уже выходят новые боги, связанные не с природой, а с сохранением мира, праведности и порядка. Человеческое мировосприятие меняется. От зависимости от природных сил оно переходит к культивированию новых ценностей, связанных с божественными качествами. Их воплощают герои, Санкаршана и Васудева, защищающие землю и людей. Уход от ведической традиции к вайшнавизму происходит плавно, ритуальное поклонение совмещается, а затем полностью вытесняется новым вероисповеданием. Настенные надписи позволяют установить время переломного периода: около I века до нашей эры. Тем не менее, ведические идеи остаются почитаемыми в северных частях Декана. В последующем они сохранятся в отдельных брахманских сообществах. Пещера Нанегхат также свидетельствует о том, что индуистские правящие династии проявляли интерес к строительству культовых сооружений и скульптуре. В традицию входит создание рукотворных символов, прообразы будущих мурти. Появляются «пратима» (pratima), образы или подобие объектов поклонения. В пещере Нанегхат ими стали образы правителей, которых почитали наравне с божественными силами.

## Местонахождение
Перевал находится в 120 км. к северу от Пуны и 165 км. на восток от Мумбая. На высшую точку перевала и до пещеры можно добраться по дороге через шоссе №60 или №61. Пещера Нанегхат располагается рядом с другими археологическими достопримечательностями. В 35 км. от неё находится группа буддийских пещер школы Тхеравады в Леньядри. Ближайший аэропорт находится в Мумбае, а ближайшая железнодорожная станция — Kalyan Railway Station в Бхиванди. Сегодня это излюбленное место занимающихся треккингом.